# Веркойен, Нильс
Нильс Веркойен (нидерл. Nils Verkooijen, род. 12 марта 1997, Харлем) — нидерландский актёр

## Карьера
Карьера Нильса началась в 2004 году, когда ему было 7 лет. Первой его ролью стала вовсе не примечательная короткометражка «Энгель и её брат». Уже в 2005-м Нильс сыграл в более успешном проекте «Лошадка для Винки». Его тут же заметили продюсеры и режиссёры, пригласив молодого и перспективного актёра поучаствовать в новых проектах. Затем, в Нидерландах вышла новая картина с участием Нильса Веркоохена «Van Speijk» (сериал, 2006—2007).
Нильс снялся во многих сериалах, таких как: «Маастрихтские копы» (сериал, 2007), «Где лошадь Санта Клауса?» (2007), «Seinpost Den Haag» (сериал, 2011), «Правила выживания» (сериал, 2011—2012), «Убийственная женщина» (сериал, 2012). В карьере Нильса был также опыт озвучивания: он озвучил Сонни Боя, героя картины «Сынок» (2011). Снялся в таких фильмах, как «Секретное письмо» (2010), «Дик Тром» (2010), «Новые парни нитро» (2011), «Хорошие дети не плачут» (2012) — благодаря роли в этом фильме, Нильс стал более известен российскому зрителю, — «Бобби и охотники за привидениями» (2013), «20 Leugens, 4 ouders en een scharrelei» (ТВ, 2013), «Пожалеете!» (2013).

## Фильмография
| Год  | Русское название                 | Оригинальное название                  | Роль                  |
| ---- | -------------------------------- | -------------------------------------- | --------------------- |
| 2004 |                                  | Engel en Broer                         | Broer                 |
| 2005 |                                  | Het paard van Sinterklaas              | Nils                  |
| 2006 |                                  | Worst                                  | Jongetje              |
| 2007 |                                  | De Brug                                | Max                   |
| 2009 |                                  | Juli                                   | Mick                  |
| 2010 | Секретное письмо                 | Briefgeheim                            | Thomas                |
| 2010 |                                  | Dik Trom                               | Viktor                |
| 2011 |                                  | Collins Kosmos                         | Robin                 |
| 2011 |                                  | New Kids Nitro                         | Sarcastische jongen   |
| 2012 | Хорошие дети не плачут           | Achtste-groepers huilen niet           | Joep                  |
| 2013 | Бобби и охотники за приведениями | Bobby en de geestenjagers              | Bobby                 |
| 2013 | Пожалеете!                       | Spijt!                                 | Justin                |
| 2013 | Сначала друзья, а девушки потом  | Bro’s Before Ho’s                      | Jongen die film huurt |
| 2013 |                                  | 20 leugens, 4 ouders en een scharrelei | Dylan DeLahaye        |
| 2014 |                                  | Oorlogsgeheimen                        | Leo                   |
| 2014 | Танцы на вулкане                 | Dansen op de vulkaan                   | Maarten               |
| 2015 | Адмирал                          | Michiel de Ruyter                      | Энгель де Рюйтер      |
| 2015 |                                  | Baron 1898                             | Jochem                |